# Fotbal na letních olympijských hrách
Fotbal na letních olympijských hrách byl pro muže na programu všech letních olympijských her kromě let 1896 a 1932. Po vzniku mistrovství světa ve fotbale začala prestiž olympijského turnaje upadat, což mělo za následek, že se od roku 1992 účastní mužského turnaje pouze hráči do 23 let s tím, že v každém týmu mohou být i tři starší hráči. Ženský turnaj byl na program přidán v roce 1996 a je pořádán bez jakýchkoliv věkových omezení.
Turnaje na LOH 1900 a 1904 jsou často uváděny jako ukázkové (zúčastnily se jich pozvané kluby a nikoliv národní týmy), Mezinárodní olympijský výbor je ovšem uvádí mezi ostatními oficiálními turnaji, uvádí jejich medailová pořadí a tato pořadí započítává do statistik medailí.

## Turnaj mužů
| LOH 1900 | Paříž          | Upton Park FC  | 4 : 0                 | USFSA XI                   | Université de Bruxelles |                                       |                |
| LOH 1904 | St. Louis      | Galt FC        | 7 : 0                 | Christian Brothers College | St. Rose Parish         |                                       |                |
| LOH 1908 | Londýn         | Velká Británie | 2 : 0                 | Dánsko                     | Nizozemsko              | 2 : 0                                 | Švédsko        |
| LOH 1912 | Stockholm      | Velká Británie | 4 : 2                 | Dánsko                     | Nizozemsko              | 9 : 0                                 | Finsko         |
| LOH 1920 | Antverpy       | Belgie         | -                     | Španělsko                  | Nizozemsko              |                                       |                |
| LOH 1924 | Paříž          | Uruguay        | 3 : 0                 | Švýcarsko                  | Švédsko                 | 1 : 1 a 3 : 1                         | Nizozemsko     |
| LOH 1928 | Amsterodam     | Uruguay        | 1 : 1 a 2 : 1         | Argentina                  | Itálie                  | 11 : 3                                | Egypt          |
| LOH 1936 | Berlín         | Itálie         | 2 : 1 po prodloužení  | Rakousko                   | Norsko                  | 3 : 2                                 | Polsko         |
| LOH 1948 | Londýn         | Švédsko        | 3 : 1                 | Jugoslávie                 | Dánsko                  | 5 : 3                                 | Velká Británie |
| LOH 1952 | Helsinky       | Maďarsko       | 2 : 0                 | Jugoslávie                 | Švédsko                 | 2 : 0                                 | SRN            |
| LOH 1956 | Melbourne      | Sovětský svaz  | 1 : 0                 | Jugoslávie                 | Bulharsko               | 3 : 0                                 | Indie          |
| LOH 1960 | Řím            | Jugoslávie     | 3 : 1                 | Dánsko                     | Maďarsko                | 2 : 1                                 | Itálie         |
| LOH 1964 | Tokio          | Maďarsko       | 2 : 1                 | Československo             | SRN                     | 3 : 1                                 | Egypt          |
| LOH 1968 | Mexico City    | Maďarsko       | 4 : 1                 | Bulharsko                  | Japonsko                | 2 : 0                                 | Mexiko         |
| LOH 1972 | Mnichov        | Polsko         | 2 : 1                 | Maďarsko                   | NDR Sovětský svaz       | 2 : 2 (mužstva se dělí o třetí místo) |                |
| LOH 1976 | Montréal       | NDR            | 3 : 1                 | Polsko                     | Sovětský svaz           | 2 : 0                                 | Brazílie       |
| LOH 1980 | Moskva         | Československo | 1 : 0                 | NDR                        | Sovětský svaz           | 2 : 0                                 | Jugoslávie     |
| LOH 1984 | Los Angeles    | Francie        | 2 : 0                 | Brazílie                   | Jugoslávie              | 2 : 1                                 | Itálie         |
| LOH 1988 | Soul           | Sovětský svaz  | 2 : 1 po prodloužení  | Brazílie                   | SRN                     | 3 : 0                                 | Itálie         |
| LOH 1992 | Barcelona      | Španělsko      | 3 : 2                 | Polsko                     | Ghana                   | 1 : 0                                 | Austrálie      |
| LOH 1996 | Atlanta        | Nigérie        | 3 : 2                 | Argentina                  | Brazílie                | 5 : 0                                 | Portugalsko    |
| LOH 2000 | Sydney         | Kamerun        | 2 : 2 (penalty 5 : 3) | Španělsko                  | Chile                   | 2 : 0                                 | USA            |
| LOH 2004 | Atény          | Argentina      | 1 : 0                 | Paraguay                   | Itálie                  | 1 : 0                                 | Irák           |
| LOH 2008 | Peking         | Argentina      | 1 : 0                 | Nigérie                    | Brazílie                | 3 : 0                                 | Belgie         |
| LOH 2012 | Londýn         | Mexiko         | 2 : 1                 | Brazílie                   | Jižní Korea             | 2 : 0                                 | Japonsko       |
| LOH 2016 | Rio de Janeiro | Brazílie       | 1 : 1 (penalty 5 : 4) | Německo                    | Nigérie                 | 3 : 2                                 | Honduras       |
| LOH 2020 | Tokio          | Brazílie       | 2 : 1 PP              | Španělsko                  | Mexiko                  | 3 : 1                                 | Japonsko       |
| LOH 2024 | Paříž          | Španělsko      | 5 : 3 PP              | Francie                    | Maroko                  | 6 : 0                                 | Egypt          |

Poznámky
1. 1 2  Turnaje v letech 1900 a 1904 nejsou částí zdrojů považovány za oficiální.
2. ↑  Hráno od 22. července do 7. srpna 2021.

### Medailový stav po OH 2024
| Země           | Zlatá medaile    | Stříbrná medaile | Bronzová medaile | Celkem |
| NSR / Německo  | Ne               | 2016             | 1964, 1988       | 3      |
| NDR            | 1976             | 1980             | 1972             | 3      |
| Nizozemsko     | Ne               | Ne               | 1908, 1912, 1920 | 3      |
| SSSR           | 1956, 1988       | Ne               | 1972, 1976, 1980 | 5      |
| Československo | 1980             | 1964             | Ne               | 2      |
| Francie        | 1984             | 1900, 2024       | Ne               | 3      |
| Belgie         | 1920             | Ne               | 1900             | 2      |
| Španělsko      | 1992, 2024       | 1920, 2000, 2020 |                  | 5      |
| Velká Británie | 1900, 1908, 1912 | Ne               | Ne               | 3      |
| Itálie         | 1936             | Ne               | 1928, 2004       | 3      |
| Dánsko         | Ne               | 1908, 1912, 1960 | 1948             | 4      |
| Maďarsko       | 1952, 1964, 1968 | 1972             | 1960             | 5      |
| Jugoslávie     | 1960             | 1948, 1952, 1956 | 1984             | 5      |
| Švédsko        | 1948             | Ne               | 1924, 1952       | 3      |
| Rakousko       | Ne               | 1936             | Ne               | 1      |
| Švýcarsko      | Ne               | 1924             | Ne               | 1      |
| Polsko         | 1972             | 1976, 1992       | Ne               | 3      |
| Uruguay        | 1924, 1928       | Ne               | Ne               | 2      |
| Nigérie        | 1996             | 2008             | 2016             | 3      |
| Kamerun        | 2000             | Ne               | Ne               | 1      |
| Argentina      | 2004, 2008       | 1928, 1996       | Ne               | 4      |
| Bulharsko      | Ne               | 1968             | 1956             | 2      |
| Brazílie       | 2016, 2020       | 1984, 1988, 2012 | 1996, 2008       | 7      |
| Norsko         | Ne               | Ne               | 1936             | 1      |
| Maroko         | Ne               | Ne               | 2024             | 1      |
| Paraguay       | Ne               | 2004             | Ne               | 1      |
| Japonsko       | Ne               | Ne               | 1968             | 1      |
| Ghana          | Ne               | Ne               | 1992             | 1      |
| Chile          | Ne               | Ne               | 2000             | 1      |
| Mexiko         | 2012             | Ne               | 2020             | 2      |
| Jižní Korea    | Ne               | Ne               | 2012             | 1      |
| Kanada         | 1904             | Ne               | Ne               | 1      |
| USA            | Ne               | 1904 (2×)        | Ne               | 2      |

### Účast Československa / Česka
- 1920 – Československo postoupilo do finále, po předčasném odchodu ze hřiště však bylo z turnaje diskvalifikováno.
- 1924 – Československo vypadlo v osmifinále.
- 1964 – Československo vyhrálo stříbrnou medaili.
- 1968 – Československo nepostoupilo ze základní skupiny.
- 1980 – Československo turnaj vyhrálo.
- 2000 – Česko nepostoupilo ze základní skupiny.

## Turnaj žen
| LOH 1996 | Atlanta        | USA     | 2 : 1                                   | Čína     | Norsko  | 2 : 0 | Brazílie  |
| LOH 2000 | Sydney         | Norsko  | 3 : 2 po prodloužení (zlatý gól)        | USA      | Německo | 2 : 0 | Brazílie  |
| LOH 2004 | Athény         | USA     | 2 : 1 po prodloužení                    | Brazílie | Německo | 1 : 0 | Švédsko   |
| LOH 2008 | Peking         | USA     | 1 : 0 po prodloužení                    | Brazílie | Německo | 2 : 0 | Japonsko  |
| LOH 2012 | Londýn         | USA     | 2 : 1                                   | Japonsko | Kanada  | 1 : 0 | Francie   |
| LOH 2016 | Rio de Janeiro | Německo | 2 : 1                                   | Švédsko  | Kanada  | 2 : 1 | Brazílie  |
| LOH 2020 | Tokio          | Kanada  | 1 : 1 po prodloužení (3 : 2 na penalty) | Švédsko  | USA     | 4 : 3 | Austrálie |
| LOH 2024 | Paříž          | USA     | 1 : 0                                   | Brazílie | Německo | 1 : 0 | Španělsko |

Poznámky
1. ↑  Hráno od 21. července do 6. srpna 2021.

### Medailový stav po OH 2024
| Země     | Zlatá medaile                | Stříbrná medaile | Bronzová medaile       | Celkem |
| USA      | 1996, 2004, 2008, 2012, 2024 | 2000             | 2020                   | 7      |
| Německo  | 2016                         | Ne               | 2000, 2004, 2008, 2024 | 5      |
| Kanada   | 2020                         | Ne               | 2012, 2016             | 3      |
| Norsko   | 2000                         | Ne               | 1996                   | 2      |
| Brazílie | Ne                           | 2004, 2008, 2024 | Ne                     | 3      |
| Švédsko  | Ne                           | 2016, 2020       | Ne                     | 2      |
| Čína     | Ne                           | 1996             | Ne                     | 1      |
| Japonsko | Ne                           | 2012             | Ne                     | 1      |